# Patchwork

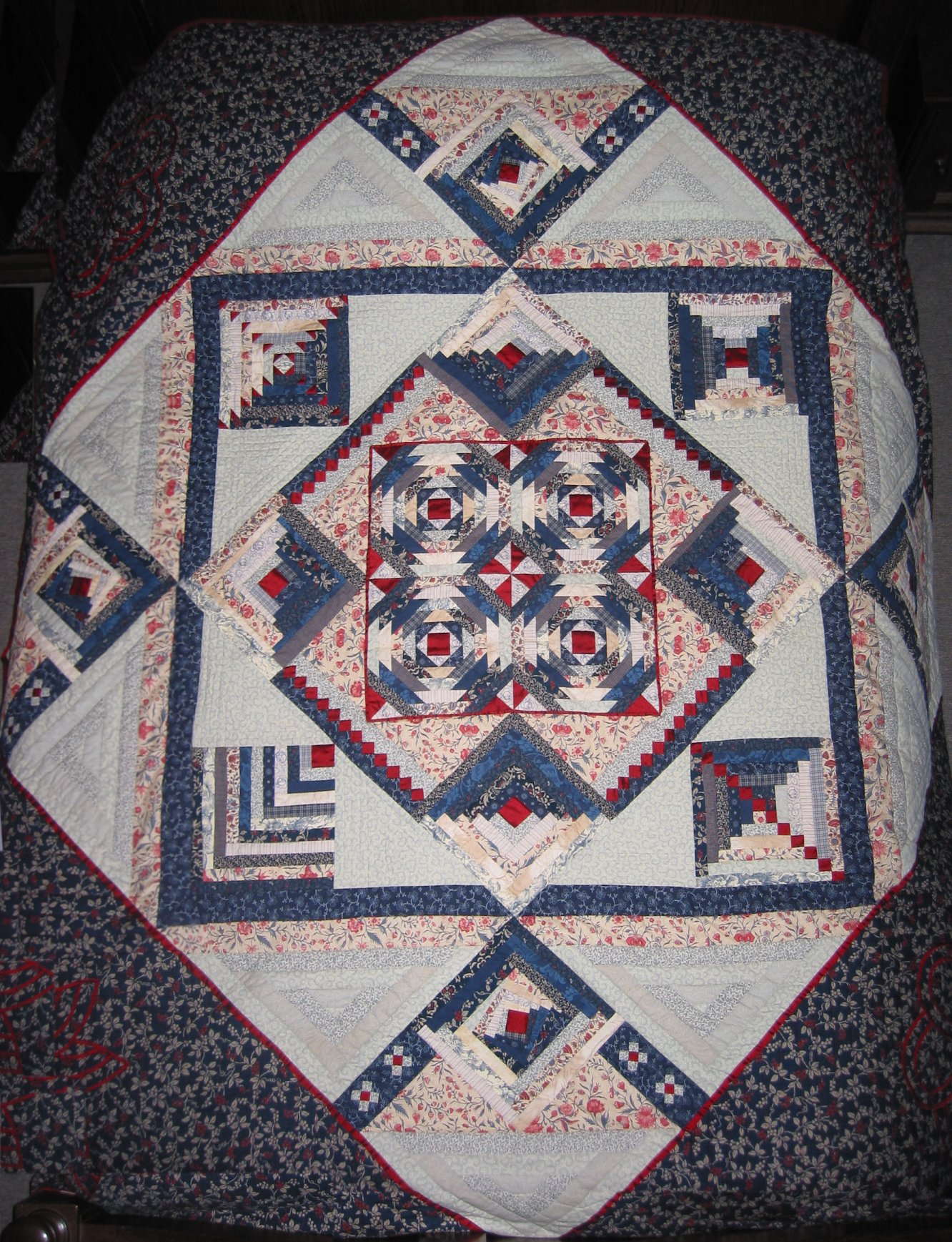
Colcha realizada na técnica de patchwork

A tradução literal de patchwork é "trabalho com retalho". É uma técnica que une tecidos com uma infinidade de formatos variados. O patchwork é a parte superior ou topo do trabalho, já o trabalho completo é o acolchoado, formado pelo topo mais a manta acrílica e o tecido fundo, tudo preso por uma técnica conhecida como quilting ou acolchoamento.

## Histórico
Existem registros históricos de que o homem faz acolchoados desde que aprendeu a tecer. No século IX a.C., os faraós já usavam roupas com técnicas similares. Existe uma versão de que esta técnica foi levada por comerciantes para o antigo Oriente, depois viajou para a atual Alemanha, até que chegou à Inglaterra no século XI, sendo utilizada para fazer tapetes e túnicas clericais. Mas os primeiros tapetes e acolchoados surgiram somente no século XVI, época de Henrique VIII, e costumavam ser presentes de casamento muito admirados. Os cavaleiros da Idade Média também usavam acolchoados como proteção, embaixo da armadura de metal. 
Em meados do século XVII, a arte de quiltar chegou às Américas, mais especificamente aos Estados Unidos e Canadá. Trazida pelos colonizadores, era comum ver colchas feitas de linho ou lã, em panos inteiros ou a partir de medalhões centrais e bordas, que permitiam o aproveitamento total de retalhos, já que tecidos eram considerados preciosidade, assim como linhas e agulhas (que eram passadas de mãe para filha). As técnicas eram transmitidas pelas mães e avós para suas descendentes, assim surgiram muitas tradições relacionadas a tecidos, cores e desenhos. Uma tradição de meados de 1800 pedia que a moça fizesse doze colchas antes de poder casar, sendo que a última deveria utilizar os blocos Double Wedding Ring (dois anéis de casamento entrelaçados).
Durante a Guerra da Independência dos EUA, apareceram muitas colchas com motivos patrióticos e símbolos relacionados à revolução.  A partir de 1795, apareceram os blocos de patchwork e as bordas "despedaçadas", mas ainda em torno de um medalhão central. Em 1800, no início da época dos pioneiros, surgiram os blocos Nine Patch (nove retalhos) e Grandmother's Basket (cesta da vovó). Em 1806, começaram a trabalhar as colchas totalmente em blocos, no que passou a ser conhecido como padrão de cadeia irlandesa.
Em 1851, a invenção da máquina de costura caseira foi patenteada, o que trouxe muitas novidades. Com isso, apareceram mais blocos, como o Dresden plate (prato de Dresden ou margarida), Texas Star (estrela do Texas), Grandmother's Flowers Garden (jardim das flores da vovó), Bear's Paw (pata de urso), Schoolhouse (escola) e muitos mais. A agilidade na execução aumentou e começaram a surgir revistas especializadas em moldes e padrões. 
O estouro da Bolsa de Valores dos Estados Unidos causou a Grande Depressão, que durou de 1929 a 1939, fazendo com que as quilteiras precisassem aproveitar todo e qualquer tecido disponível, usando formatos como o Apple Core (miolo de maçã) e os triângulos, que permitiam aproveitamento total dos tecidos. Nessa época surgiram os equipamentos para aplicação e a bonequinha Sunbonnet Sue (Sue com chapéu de sol). 

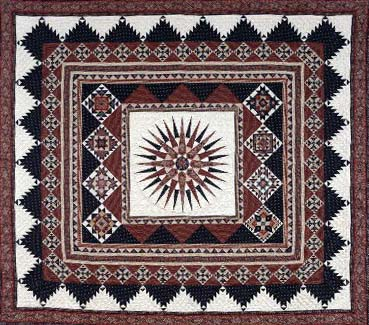
Trabalho em patchwork

A revolução trazida pela Segunda Guerra Mundial e pela liberação feminina, na década de 1960, desvalorizaram um pouco a tradição do patchwork. Porém, em 1979, a empresa Olfa lançou um sistema inventado pelo Sr. Y. Okada, que utilizava um cortador rotatório, uma placa de base (para não deixar a lâmina perder o fio) e réguas com marcações, permitindo corte mais rápido e com precisão. Era para facilitar o corte da seda, mas adaptava-se tanto ao patchwork, que revolucionou e agilizou o mundo do patchwork.
Desde então, houve o crescimento no interesse por essa arte. Nos Estados Unidos, é um mercado que movimenta mais de dois bilhões de dólares estadunidenses. Encontram-se quilteiras no mundo inteiro, incluindo o Brasil, Japão, Canadá, Inglaterra, Alemanha, França, Espanha, Dinamarca e muitos outros países. 
Grandes indústrias têxteis desenvolvem anualmente tecidos especiais para o patchwork, assim como existem revistas, materiais e ferramentas que visam facilitar o trabalho. Os festivais promovem cada vez mais esta arte, que também pode ser considerada uma excelente diversão.
A cor é o elemento que mais chama a atenção numa peça de patchwork.
O conhecimento da cor é uma boa base para obter ótimos resultados. Saber combinar as cores e os tons e conseguir uma harmonia entre eles, é um grande passo para quem deseja fazer um bom trabalho em patchwork.